# アルサクレイグ島
アルサクレイグ島（アルサクレイグとう、英: Ailsa Craig、スコットランド・ゲール語: Creag Ealasaid）は、スコットランド・クライド湾のはずれにある島である。カーリングで使用されるストーンの原材料・ブルーホーン花崗岩はこの島で採石される。死火山の岩頸から形成されていて、現在は無人島である。
この島は16世紀のスコットランド宗教改革ではカトリック教会の避難所となったが、現在は野鳥の楽園であり、多数のシロカツオドリの巣がありニシツノメドリも増えている。
日本語ではアルサクレッグ島、エイルサクレイグ島などと表記されることもある。

## 地理

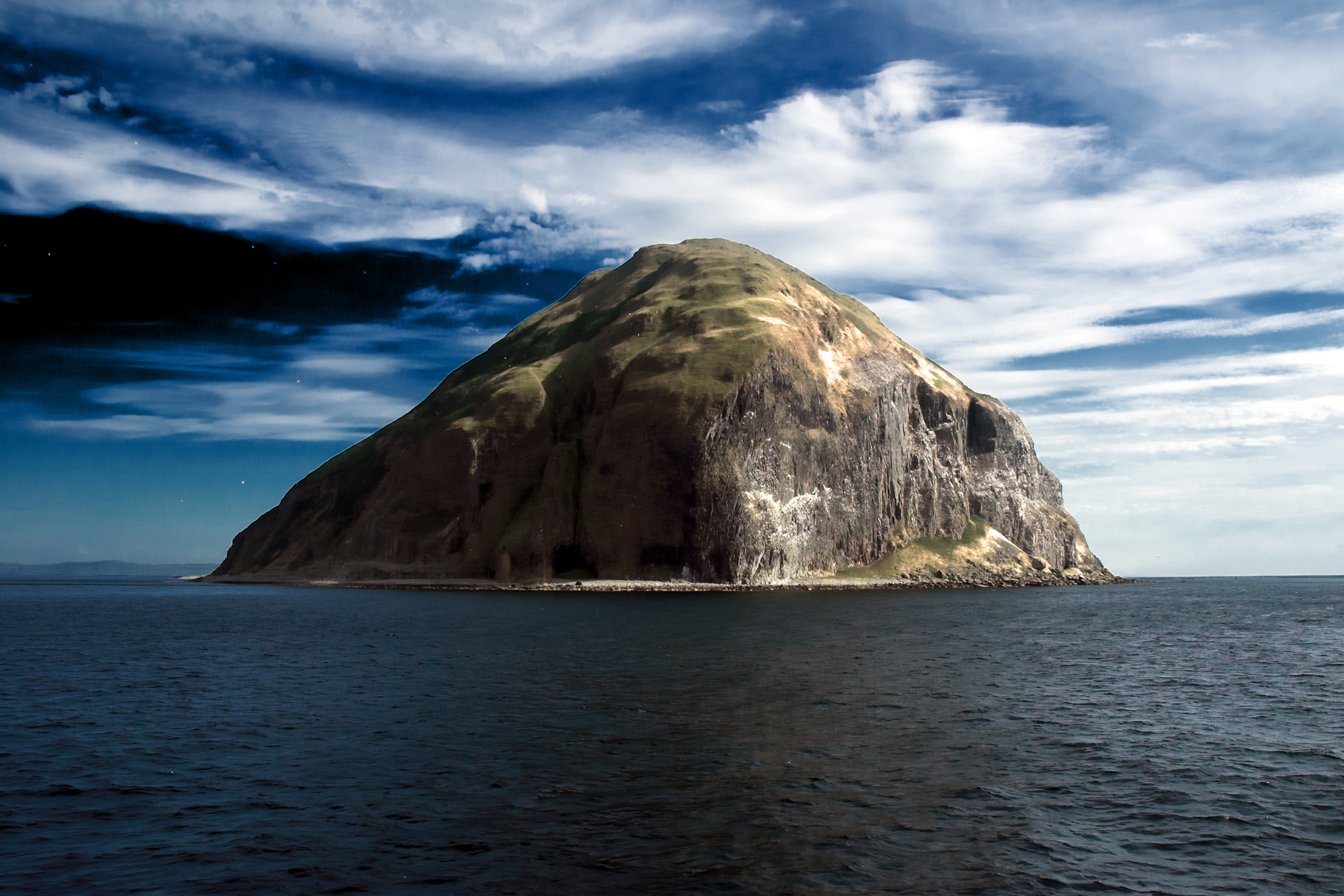
北側から見たアルサクレイグ島

島はガーヴァン（Girvan）の西約16キロメートル（10マイル）に位置する。周囲は3キロメートル（2マイル）、最高地点の標高は338メートル（1,110 フィート）である。島全体が約5億年前に活動していた死火山の岩頸からできている。
サウス・エアシャイア行政区域の一部で、古代のデイリイ（Dailly）教会区にある。
スコットランド本土に面する東海岸にはアルサクレイグ灯台があり、その上の丘の中腹には砦の遺跡がある。

## 歴史

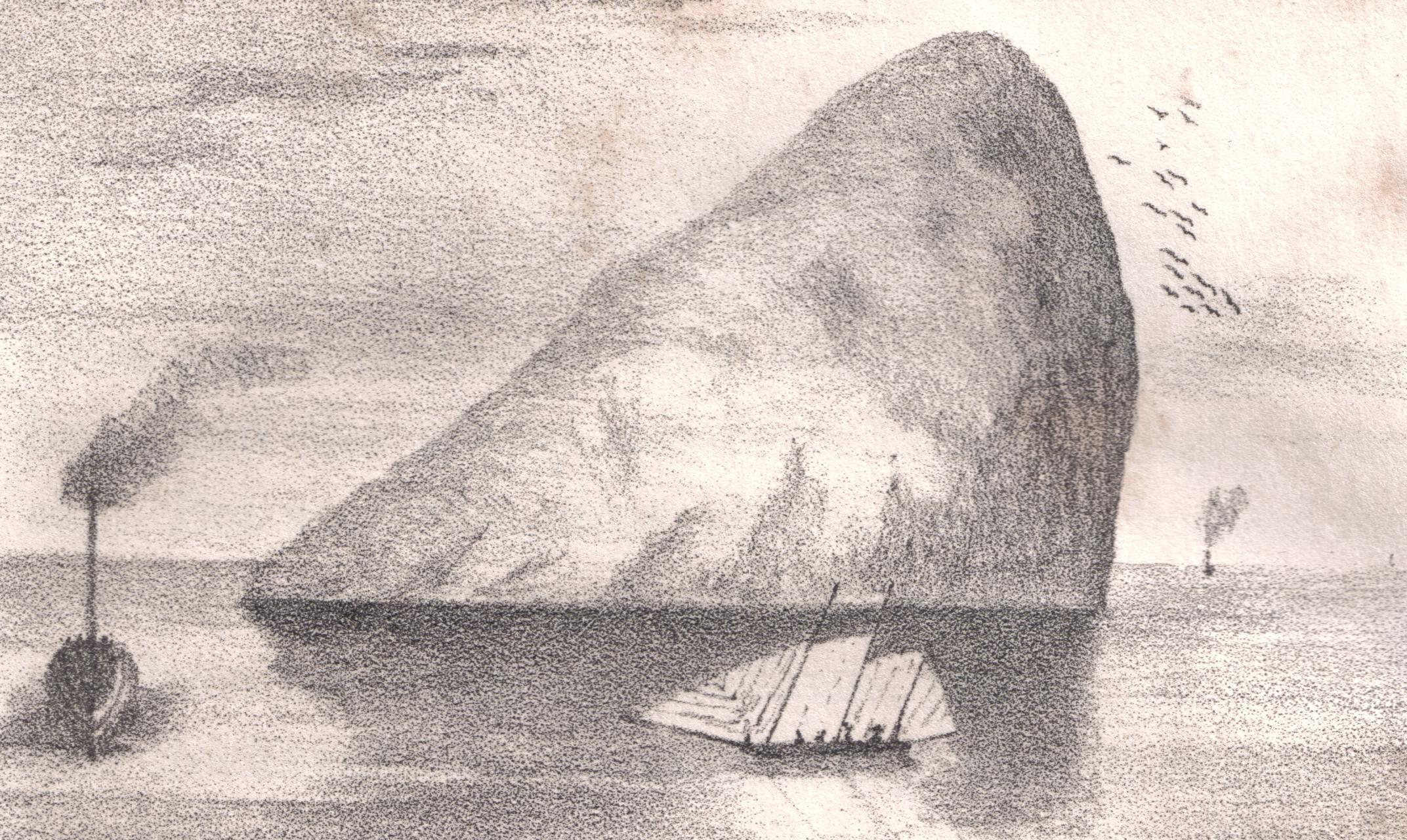
1840年代のアルサクレイグ島

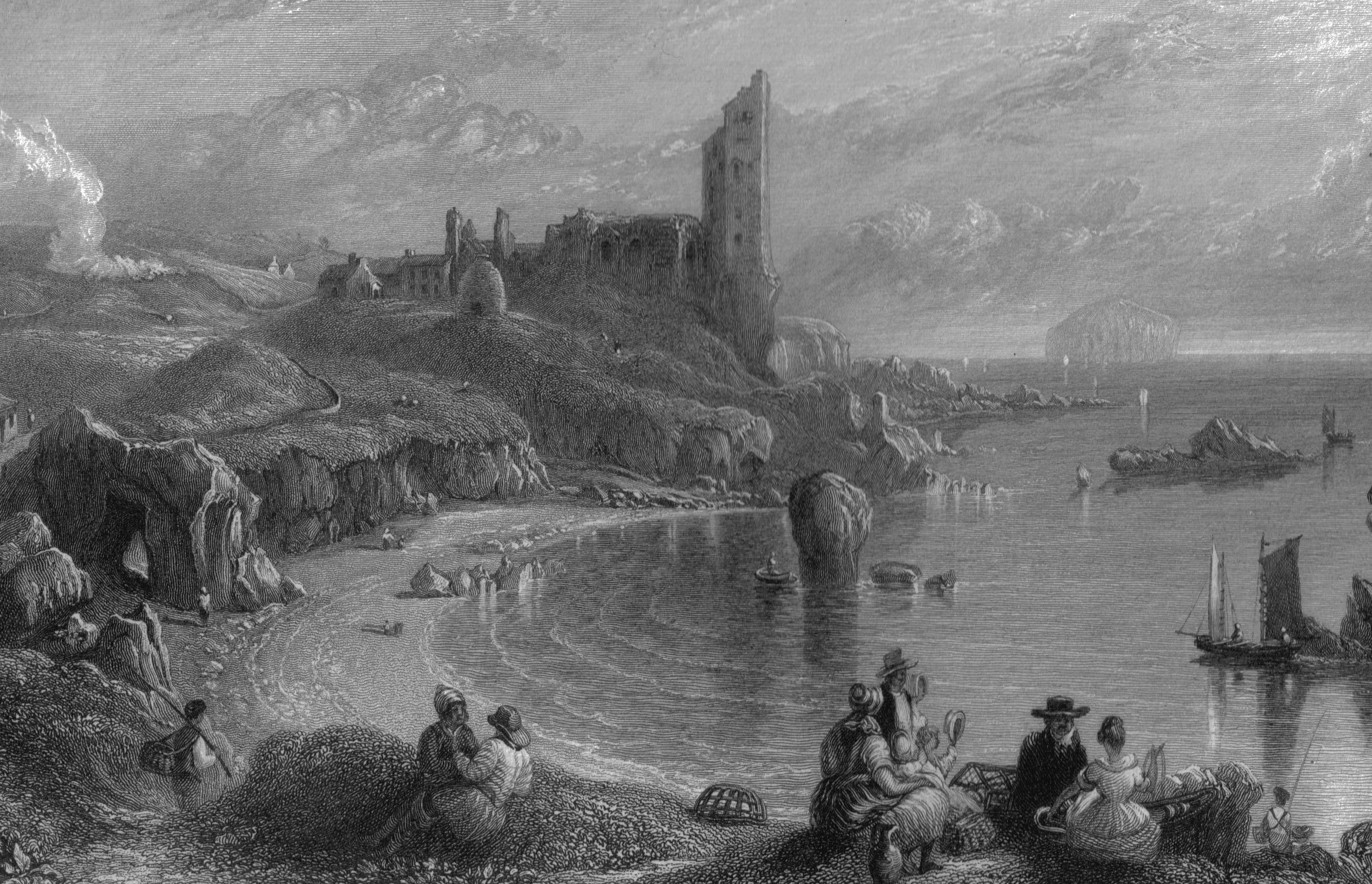
ドゥヌレ城の向こうにアルサクレイグ島が見える（1840年）

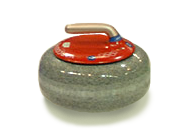
カーリングストーン

スコットランド宗教改革の間、アルサクレイグ島はカトリック教会の避難所のひとつだった。1597年、カトリックを支持するレディランド男爵領のヒュー・バークレイ（Hugh Barclay）がアルサクレイグ島を領有した。バークレイは、スコットランドでのカトリック信仰を再び確立しようとしたスペインの侵略を防ぐ拠点として島を使うつもりだったが、プロテスタント牧師のアンドリュー・ノックス（Andrew Knox）によって発見され、アルサクレイグ島沖で逃亡中あるいは故意に溺死した。
1831年、第12代カセルス伯爵アーチボルド・ケネディは初代エイルザ侯爵(Marquess of Ailsa)に叙されているが、その爵位の名は領地であった本島に由来する。
19世紀中頃から20世紀中頃にかけて、島はカーリングのストーンの原料となる、リーベック閃石を含む珍しい種類の花崗岩（「エイルサイト」として知られる）の採石場となった。2004年現在、世界中で使用されているすべてのカーリング・ストーンの60-70%は、この島で採石された花崗岩からできている。エディンバラのセント・ジャイルズ大聖堂のあざみチャペルの床もまた、この花崗岩でできている。
アルサクレイグ島の灯台は1990年に自動化され、同島は現在無人島である。
発破による採石はもはや許可されていないが、島から採石された花崗岩は近年もケイ・オブ・スコットランド社によるカーリング・ストーン製造のために使用されている。島は現在、野鳥の楽園となっている。多数のシロカツオドリがここで巣作りを行っており、また、島に持ちこまれたラットの駆逐が進むに伴い、多数のニシツノメドリがグルニモア島（Glunimore island）やシープ島（Sheep Island）近くからアルサクレイグ島に戻ってきている。
長らくエイルザ侯爵家が本島を領していたが、2013年に売却された。

## 別名
この島の名前アルサクレイグ（Ailsa Craig）は、スコットランド・ゲール語の「Aillse Creag」または「Creag Ealasaid」の英国訛りである。「エリザベスの岩」を意味すると考えられている。最初の要素である「Aillse」は、レンスターの書（Book of Leinster）にアルダセイン（Aldasain）として登場する「Allt Shasann」(イングランド人の断崖）を意味するらしい。
10世紀のマグ・ムクラマの戦い（Cath Maige Mucrama）では、ポートリグ（Port Rig、現在のポートリー、Portree）周辺の地域は、イングランドとウェールズの沿岸地帯（airer Saxan ocus Bretan）として知られていた。これはこの地域のノーサンブリア方言がこの時期にこの地域に定住したゲール人にとってまだ珍しかったことを示している。
この島はアイルランド島・スコットランド間の海峡で最も有名なランドマークとなり、その結果、多くの異なる名前で知られることとなった。
- A' Chreag: "the rock"（岩）
- Creag Alasdair: "Alasdair's rock"（アラスデアの岩）
- Ealasaid a' Chuain: "Elizabeth of the ocean"（海のエリザベス）
- Alasan（アラサン）
- Carraig Alasdair: "Alasdair's Rock"（アラスデアの岩） - 『スウィーニーの狂気』（Madness of Sweeney）で使われた[3]。

エリザベス（Elizabeth）という名前は実際にはエルズペス（Elspeth）の訛りで、ソニー・ビーンの娘エルズペス・マクルーデン（Elspeth McCrudden）を意味している。ソニー・ビーンは、エアシャイア（Ayrshire）のガーヴァン（Girvan、アルサクレイグ島から見える）に毛むくじゃらの木を植えたことで知られる。地元の伝説によれば、エルズペスは群衆から逃れるためにアルサクレイグへ泳ごうとしたが失敗し、その木で絞首刑となった。
島はまた「パディの標石」（Paddy's Milestone、Paddyはアイルランド人の意味）と呼ばれることもある。それはこの島が多くのアイルランド人労働者が職を求めてスコットランドへと向かう伝統的な移民ルートであるベルファストからグラスゴーへの船旅のほぼ中間点にあたるからである。

## メディアでのアルサクレイグ
北アイルランドの歌手で作曲家のフォイ・ヴァンス（Foy Vance）が2009年4月にリリースした「Portraits Of The Artist」というシングルには、「Portraits of Ailsa Craig」（アルサクレイグのポートレイト）という題名の曲が収録されている。

## ギャラリー

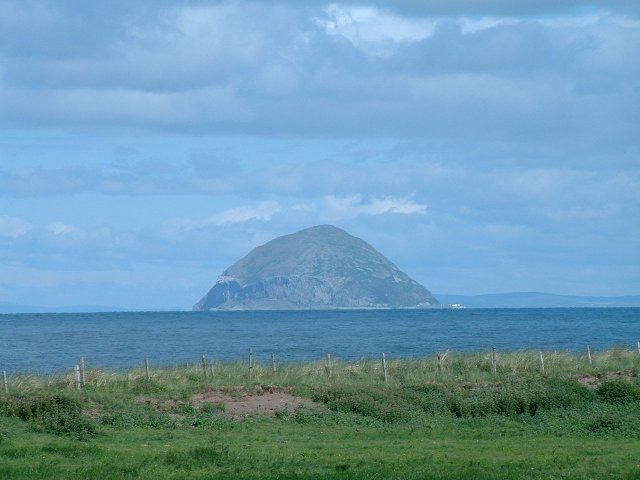
海越しに望むアルサクレイグ島
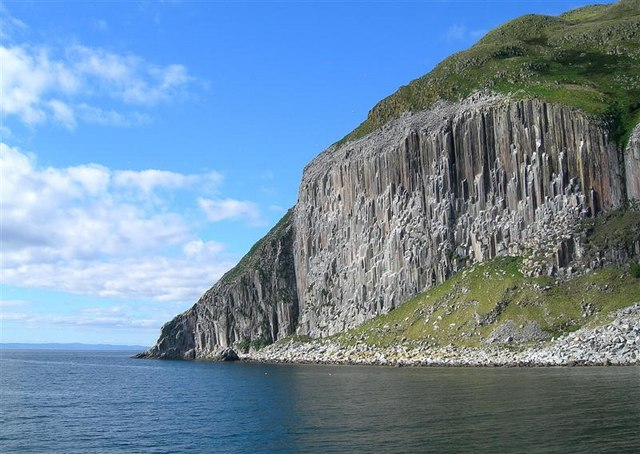
南西側の絶壁
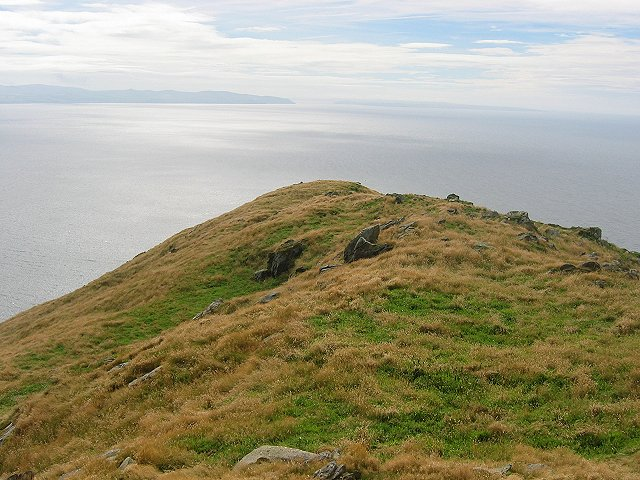
山の頂上（海抜338 m）
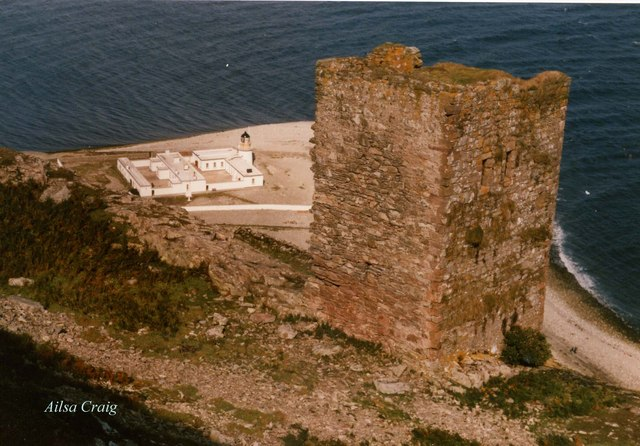
灯台と砦